# Francesca Dallapé
Francesca Dallapé (Trento, 24 giugno 1986) è un'ex tuffatrice italiana.
Nel trampolino sincro da tre metri, in coppia con Tania Cagnotto, si è aggiudicata la medaglia d'argento alle Olimpiadi di Rio del 2016, è stata vicecampionessa mondiale ai campionati mondiali di nuoto di Roma nel 2009 e a Barcellona nel 2013, nonché pluri-campionessa europea consecutivamente dal 2009 al 2016, risultando così la coppia più vincente di sempre a livello europeo.

## Carriera
Ha conquistato due medaglie agli Europei Juniores: un bronzo a Edimburgo nel 2003 dai 3 m e un argento ad Aquisgrana (Germania) in coppia con Noemi Batki nel sincro 3 m.
Nel 2005 ai Campionati mondiali di Montreal la coppia ottiene un 5º posto, ripetendosi l'anno seguente agli europei di Budapest con una 6ª posizione. Meno fortunata l'avventura ai mondiali di Melbourne 2007 dove, sempre nei tuffi sincronizzati 3 m, arrivano none. Sempre nello stesso anno al Champions Cup European di Stoccolma conquistano il bronzo che segna il periodo della loro ascesa.
Il 20 marzo 2008 agli Europei di Eindhoven hanno sfiorato un bronzo terminando al 4º posto, al Champions Cup European dello stesso anno ottengono un oro, il 15 giugno 2008 alla 14ª edizione del Fina Grand Prix di Tuffi ottengono il punteggio 302,10 per meritare il prezioso argento a ridosso della coppia cinese Wang Han e Qinxin Zhao con 318 punti e davanti alle ucraine Hanna Pys'mens'ka e Marija Vološčenko (291,60).
Nel corso dei Campionati Italiani Assoluti Estivi 2008 la coppia ha preparato il programma da portare alle Olimpiadi di Pechino. Nel corso della stessa manifestazione Francesca ha ottenuto anche la seconda piazza nel trampolino singolo da 3 metri alle spalle di Tania Cagnotto e precedendo la compagna di tuffi Noemi Batki, mentre nel trampolino da 1 metro Francesca ha ottenuto il quarto piazzamento alle spalle sempre di Tania Cagnotto.
Il 10 agosto 2008 alle Olimpiadi di Pechino di Pechino 2008 Noemi Batki e Francesca Dallapè si sono piazzate seste nella finale del sincro 3m al National Aquatics Centre ottenendo 296,70 punti; finale vinta dalle cinesi Guo Jingjing e Wu Minxia (343,50).
Le azzurre sono sempre state vicine al podio sino all'ultimo tuffo, il doppio e mezzo indietro che effettuano in modo totalmente diverso. Noemi Batki, per cercare il maggior sincronismo possibile con Dallapè, ha provato a modificare la parabola ma è entrata abbondante.
Il 21 marzo 2009 la nuova coppia Francesca Dallapè e Tania Cagnotto vince la medaglia di bronzo (297,30) nella piscina dell'Hamad Aquatic Center di Doha in occasione della tappa inaugurale della terza edizione delle World Series in Qatar vinta dal duo cinese He Zi e Han Wang (342,90) dominatore sin dalla prima tornata.
Il 5 aprile 2009 Tania Cagnotto e Francesca Dallapè vincono nella gara di chiusura degli Europei 2009 di tuffi alla Piscina Monumentale di Torino con 317,40 punti, guidando la classifica dal primo al quinto tuffo della finale.
Ai Campionati del mondo di nuoto a Roma, non riesce a qualificarsi per la finale dei 3 metri dal trampolino concludendo con un deludente 16º posto. Tuttavia assieme alla compagna di sincro Tania Cagnotto vince la medaglia d'argento nel sincro al trampolino da 3 metri con il punteggio di 329,70. Si tratta del primo argento iridato nei tuffi per l'Italia femminile..

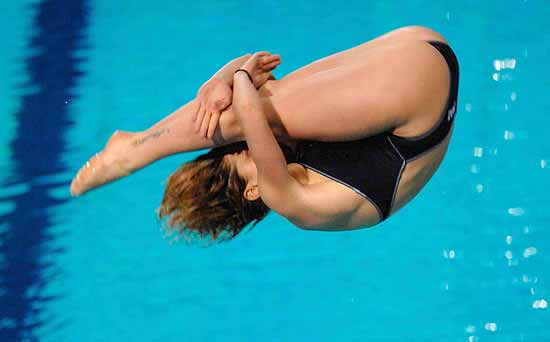
Francesca Dallapé durante un tuffo

Il 15 agosto 2010 conquista la medaglia d'oro ai Campionati Europei a Budapest nei tuffi sincro dal trampolino di 3 metri con Tania Cagnotto, con il punteggio di 327,90. Il 13 marzo 2011 si ripete conquistando la medaglia d'oro ai Campionati Europei di tuffi a Torino nei tuffi sincro dal trampolino di 3 metri sempre con Tania Cagnotto, con il punteggio di 320,40.
Il 29 luglio 2012, alle Olimpiadi di Londra, sfiora l'impresa nei 3 metri sincro insieme alla compagna Tania Cagnotto arrivando ai margini del podio e classificandosi al quarto posto.
Il 5 agosto 2012 sempre a Londra non riesce a qualificarsi per la finale dal trampolino da tre metri giungendo 15.ma
Il 23 giugno 2013 ai Campionati europei di tuffi 2013 si classifica al primo posto, vincendo la medaglia d'oro, nei 3 metri sincro insieme a Tania Cagnotto.
Il 20 luglio 2013 ai Campionati mondiali di nuoto 2013 a Barcellona (Spagna) si classifica al secondo posto, vincendo la medaglia d'argento, nei 3 metri sincro insieme a Tania Cagnotto.
Il 23 agosto 2014 ai Campionati europei di nuoto 2014 a Berlino conquista l'ennesima medaglia d'oro (la 6ª consecutiva a livello continentale) nei 3 metri sincro in coppia con Tania Cagnotto con il punteggio di 328,50.
Il 13 giugno 2015 ai Campionati europei di tuffi 2015 a Rostock vince, in coppia con Tania Cagnotto la settima medaglia d'oro consecutiva in un campionato europeo, nel trampolino tre metri sincro staccando di circa 10 punti la coppia tedesca, bronzo per la Russia. Nella gara dei 3 metri individuale si classifica invece quarta, al termine di un'ottima prestazione.
Ai Mondiali di Kazan' 2015, il 25 luglio si qualifica in finale nel sincro 3 metri con Tania Cagnotto, ma non raggiungono il podio, ottenendo la 5ª posizione. Prova anche i 3 metri individuali, ma dopo aver disputato un'ottima eliminatoria, viene eliminata in semifinale con la 17 posizione.
Alle Olimpiadi di Rio 2016 vince la medaglia d'argento nei tuffi sincro con Tania Cagnotto.

## Vita privata
Nel 2013 sposa Manuel Panzolato, da cui ha avuto la figlia Ludovica, nata il 4 maggio 2017, e da cui ha divorziato nel 2018.
Il 5 aprile 2022 ha avuto il suo secondogenito Leonardo dal fidanzato Fabio Schirripa.

## Palmarès
- Giochi olimpici

Rio de Janeiro 2016: argento nel sincro 3 m.
- Mondiali

Roma 2009: argento nel sincro 3 m.
Barcellona 2013: argento nel sincro 3 m.
- Europei di nuoto/tuffi

Torino 2009: oro nel sincro 3 m.
Budapest 2010: oro nel sincro 3 m.
Torino 2011: oro nel sincro 3 m.
Eindhoven 2012: oro nel sincro 3 m.
Rostock 2013: oro nel sincro 3 m.
Berlino 2014: oro nel sincro 3 m.
Rostock 2015: oro nel sincro 3 m.
Londra 2016: oro nel sincro 3 m.
- Europei giovanili di tuffi

Edimburgo 2003: bronzo nel trampolino 3 m.
Aquisgrana 2004: argento nel sincro 3 m.